# Plaza de la Fundación (Tucumán)
La Plaza de la Fundación es una plaza ubicada en San Miguel de Tucumán, Provincia de Tucumán, Argentina. Se encuentra entre las calles Asunción, Lucas Córdoba, General San Martín y avenida Mate de Luna, frente al Parque Avellaneda y cerca del Cementerio del Oeste.

## Historia
En el año 1935 la municipalidad de la capital proyectó instalar una estatua de bronce en honor al fundador de San Miguel de Tucumán, Diego de Villarroel. Esta fue obra del afamado escultor Juan Carlos Iramain, siendo inaugurada el 27 de septiembre de 1936.
Originalmente se hallaba en la platabanda de la avenida Mate de Luna, hasta que en 1944 es trasladada a un extremo del Parque Avellaneda. Para conmemorar la fundación de la ciudad, se crearon 2 paneles junto a la efigie de Villarroel. Los paneles fueron descubiertos en mayo de 1965.
En ese extremo del mencionado parque, se decidió construir una plaza que también funcione como centro de interpretación histórico al aire libre para conmemorar los 328 años del traslado de la ciudad desde Ibatín a su actual emplazamiento. En 2013 comenzaron las obras para erigir la plaza junto a la calle Lucas Córdoba, la cual había sido abierta al tránsito vehicular recientemente.
El 29 de septiembre de ese mismo año, en consonancia con los festejos del aniversario de la ciudad, el espacio público fue inaugurado por el intendente Domingo Amaya y el monseñor Alfredo Zecca; en un acto oficial y religioso que incluyó espectáculos teatrales y musicales.

## Descripción
La Plaza de la Fundación posee caminería interior y exterior y mobiliario urbano, con alumbrado público y sector de juego para niños. Este espacio verde tiene 7 pórticos metálicos equipados con imágenes e información sobre los procesos históricos de la ciudad capital de Tucumán desde 1685. Estos pórticos cuentan las siguientes etapas de forma cronológica:
- Pueblos originarios (500 a.c.-1685)
- Fundación y ciudad colonial (1565-1810)
- La Ciudad en tiempo de guerra (1810-1876)
- La Ciudad en expansión (1876-1945)
- La Ciudad movilizada (1945-1966)
- La Ciudad agredida (1966-1983)
- La ciudad en reconstrucción (1983-hasta la actualidad)